# 毗濕奴普拉耶格

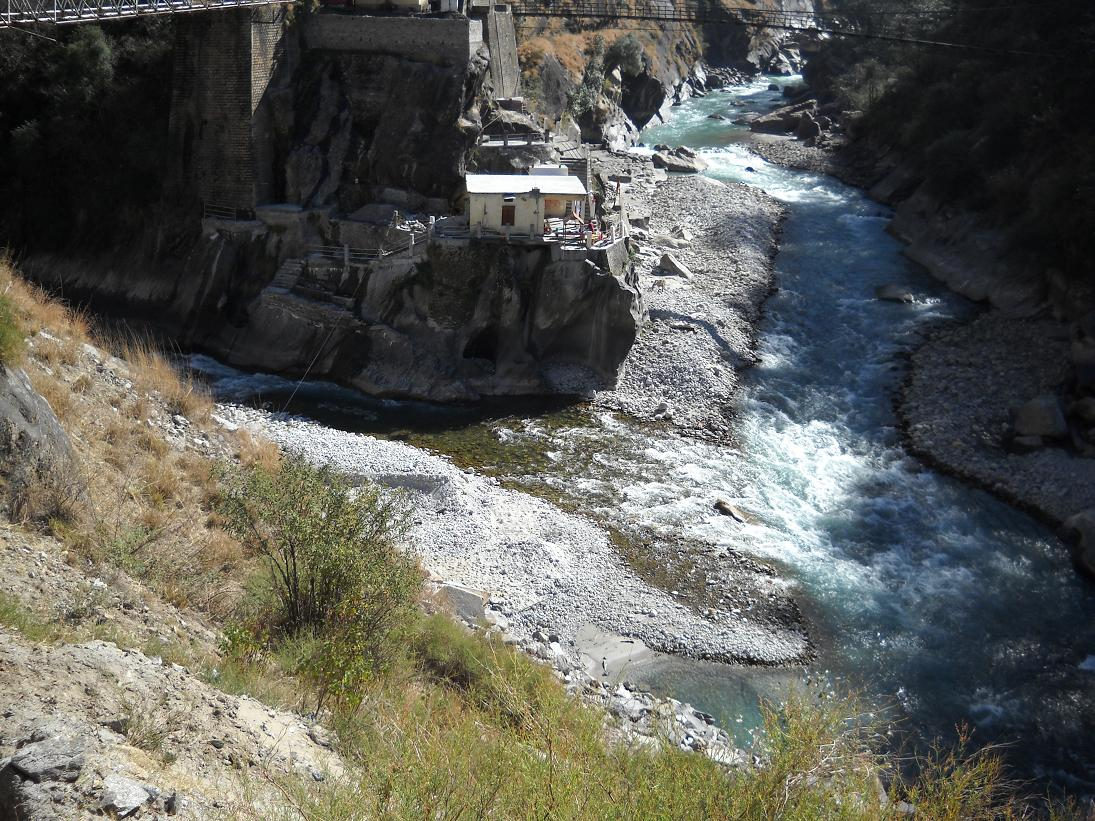
道里根加河（右）與阿勒格嫩達河（左）匯流處

毗濕奴普拉耶格（Vishnuprayag），是恆河東源阿勒格嫩達河的「五個匯流點」之一，座落於該河與道里根加河的匯流處，行政區隸屬於印度北阿坎德邦的傑莫利縣。該地海拔為1,372公尺。